# Feitos
Feitos is een plaats (freguesia) in de Portugese gemeente Barcelos en telt 534 inwoners (2001).